# Ås, Gäsene och Kullings häraders domsaga
Ås, Gäsene och Kullings häraders domsaga var en domsaga i Älvsborgs län bildades 1696 och omfattade Kullings, Ås och Gäsene härader. Domsagan uppgick 1849 i Ås och Gäsene häraders domsaga och Ale, Kullings och Vättle domsaga.
Domsagan lydde under Göta hovrätt. 

## Tingslag
- Ås tingslag
- Gäsene tingslag
- Kullings tingslag

## Häradshövdingar
- Anders Sundberg 1695–1716
- Lars Sundberg 1716–1747
- Johan Fredrik De Bruce 1747–1756
- Peter Johan Montan 1756–1768
- Svante Johan Möllerheim 1768–1769
- Nils Samsioe 1769–1773
- Henrik Wolter Elers 1773–1796
- Birger Ludvig Themptander 1796–1832
- Christian Fredrik Löwenadler 1833–1844
- Per Ulrik Stenberg 1845–1848